# Sabanalarga (Casanare)
Sabanalarga – miasto w Kolumbii, w departamencie Casanare.